# Asif Mahmud
Asif Mahmud Shojib Bhuiyan (en bengali : আসিফ মাহমুদ সজীব ভুঁইয়া), né le 11 août 1998 à Muradnagar (Chittagong) est un militant étudiant bangladais. Avec Nahid Islam, il est à la tête d'une des organisations étudiante impliqués dans les mouvements contre le système des quotas et la politique de la Première ministre Sheikh Hasina. Les manifestations liés à ces mouvements entrainent la démission de cette dernière et l'arrivée d'un gouvernement intérimaire auquel Asif Mahmud participe dès le 17 août.